# Родригу Антониу
Родригу Антониу ду Насименту (порт.-браз. Rodrigo Antônio do Nascimento; род. 27 июля 1987, Рио-де-Жанейро) — бразильский футболист, полузащитник.

## Карьера
Профессиональную карьеру начал 2006 году в бразильском клубе «Васко да Гама». В 2009 году перебрался в Европу играл за португальские клубы «Маритиму», «Белененсиш» «Пасуш де Феррейра» и «Ольяненсе». В 2016 году играл в Израиле за клуб Премьер-лиги «Бней Сахнин».
В феврале 2017 года Родриго Антонио подписал контракт на год с казахстанским клубом «Иртыш». Но летом команду покинул главный тренер болгарин Димитр Димитров, его сменил украинец Вячеслав Грозный. Тем не менее бразилец сыграл за сезон 32 матча (из 33), забил 5 голов и выдал 2 ассиста. Родриго был готов остаться в Казахстане, но в январе 2018 года руководство команды и новый тренер испанец Херард Нус Казанова не предложили ему продлить контракт.
В июле 2018 года вернувшийся в «Иртыш» главный тренер Димитр Димитров вернул бразильца в команду.